# Real Monasterio de la Madre de Dios
El Real Monasterio de la Madre de Dios es un convento del siglo XVI, situado en el barrio del Realejo-San Matías de la ciudad española de Granada, comunidad autónoma de Andalucía.
Se creó en 1501 por los Reyes Católicos y estaba ocupado por las Comendadoras de Santiago, siendo por tanto la primera fundación de religiosas femeninas de Granada.